# Mabuya guadeloupae
Mabuya guadeloupae (гваделупська мабуя) — вид сцинкоподібних ящірок родини сцинкових (Scincidae). Ендемік Гваделупи.

## Поширення і екологія
Гвадепупські мабуї відомі за кількома зразками, зібраними у 1892 році на острові Бас-Тер.

## Збереження
МСОП класифікує цей вид як такий, що перебуває на межі зникнення, хоча, можливо, цей вид вже вимер внаслідок хижацтва з боку інвазивних мангустів і щурів.